# Mikoyan Skat
MiG SKAT được thiết kế bởi hãng Mikoyan của Nga, SKAT (tiếng Nga: Скат – cá đuối) là một trong hai ý tưởng phương tiện bay không người lái tấn công đang được thiết kế bởi Bộ quốc phòng Nga. Nó là một máy bay không người lái, siêu thanh với khả năng mang vũ khí đáng kể trong hai khoang bụng rộng đủ cho các tên lửa như Kh-31.SKAT mang một động cơ phản lực Klimov RD-5000B, một phiên bản động cơ RD-93.

## Đặc điểm kĩ thuật
- Phi hành đoàn: 0
- Chiều dài: 10,25 m (3 ft 6 in)
- Sải cánh: 11,5 m (37 ft 7 in)

## Hiệu suất bay
- Vận tốc tối đa: 800 km/h (497 mph)
- Tầm bay: 2000 km (1242 mile)

## Vũ khí
- Mang được hai tấn ở khoang trong.